# Henricia tahia
Henricia tahia is een zeester uit de familie Echinasteridae.
De wetenschappelijke naam van de soort werd in 1973 gepubliceerd door Donald George McKnight.